# Фела Кути
Фела Кути (полное имя: Олуфела Олусегун Олудотун Рансоме-Кути; 15 октября 1938 — 2 августа 1997), также известен как Фела Аникулапо Кути или просто Фела — нигерийский мультиинструменталист, музыкант, композитор, один из основателей жанра афробит, представляющего собой сложную смесь джаза, фанка, ганского и нигерийского хайлайфа, психоделического рока и традиционных западноафриканских песен и ритмов.

## Биография

### Ранние годы
Фела Кути родился в Абеокуте, Нигерия. Его отец Израэль Олудотун Рэнсем-Кути был священником протестантской церкви, директором местной школы и профсоюзным лидером (первым президентом Нигерийского союза учителей). Его мать — учительница, феминистка и активистка антиколониального движения Фунмилайо Рэнсем-Кути. Его братья — врачи, широко известны в Нигерии
Фела — кузен нигерийского писателя Акинванде Воле Бабатунде Шойинка, первого африканского нобелевского лауреата по литературе.
В 1958 году родители отправили его учиться в Лондон изучать медицину, однако Фела решил поступить в музыкальный колледж Тринити.
Он организует группу Koola Lobitos, которая играет фьюжн джаза и хайлайф. В 1960 году Фела женился в первый раз, на нигерийской девушке по имени Ремилекун (Реми) Тейлор, от которой у него родятся впоследствии три ребёнка.
Фела Кути вернулся в Нигерию в 1963 году. Здесь он создал группу из музыкантов, вернувшихся из Англии. Изначально она называлась «Кула Лобитос», но после турне в Лос-Анджелес группа стала называться «Фела Рансом-Кути&Африка70».
В 1967 он едет в Гану разрабатывать новое музыкальное направление. Он называет свою музыку афробит. В 1969 Фела едет с группой в США, и они проводят десять месяцев в Лос-Анджелесе. Там он открывает для себя движение Black Power через Сандру Изадору, активистку Чёрных Пантер, что сильно повлияло на его музыку и политические взгляды. Он переименовывает группу в Nigeria ’70.
Вскоре после этого Служба иммиграции и натурализации узнает, что Фела и его группа прибыли в США без разрешений на работу. Группа сразу же наспех устраивает сеанс записи в Лос-Анджелесе, результат которого позже будет выпущен под названием The '69 Los Angeles Sessions.

### 1970-е
В 1970-м Фела возвращается в Нигерию. Он переименовывает группу в «The Afrika ’70». Тема песен меняется от любовной лирики на социальные тексты.
Был сторонником идей панафриканизма и социализма, выступал за создание единой демократической африканской республики. В 1974 Фела основывает альтернативное государство под названием Республика Калакута — это коммуна, студия звукозаписи, клуб Afro-Spot (затем — Afrika Shrine), в котором Кути регулярно выступает и проводит традиционные религиозные церемонии народа йоруба.
В 1977 Фела и Afrika '70 выпускают альбом Zombie — сатиру на нигерийскую армию. Альбом привел правительство в ярость; тысяча солдат атаковали республику Калакута, выбили стекла и подожгли дом музыканта, сожгли студию и уничтожили инструменты и записи. Фела был жестоко избит, его пожилую мать выкинули из окна, в результате чего она скончалась.
В ответ Фела доставил гроб матери в Казармы Додана в Лагосе, резиденцию генерала Олусегуна Обасанджо, и написал две песни «Гроб для главы государства» («Coffin for Head of State») и «Неизвестный солдат» («Unknown Soldier») — подразумевая официальное заявление, что коммуна была разрушена неизвестным солдатом.
В 1978 году Фела одновременно женился на 27 женщинах, многие из которых были его танцовщицами, композиторами, певицами; церемонию приурочили к годовщине нападения на Калакути. Позже он решил периодически менять жён, одновременно имея 12.
Несмотря на многочисленные препятствия, Фела был полон решимости вернуться. Он сформировал свою собственную политическую партию, которую он назвал «Народное Движение».
В 1979 году он выдвигался на пост президента в первых выборах в Нигерии в течение более чем десяти лет, но его кандидатура была отклонена. В это время Фела создал новую группу под названием Египет '80, что отражает его прочтение панафриканской литературы. Он продолжал записывать альбомы и гастролировать по стране.

### 1980-е и далее
В 1984 правительство Мохаммаду Бухари, противником которого был Кути, посадило его в тюрьму по обвинению в контрабанде валюты. Amnesty International и другие организации считают это дело политическим. Международная Амнистия провозгласила его узником совести, в дело вступили несколько других правозащитных групп. Через 20 месяцев он был освобождён из тюрьмы новым президентом Ибрагимом Бабангидой. После освобождения Кути развёлся со всеми жёнами, заявив, что «брак ведет к ревности и эгоизму».
Он продолжил выпускать альбомы, и совершил несколько удачных турне по США и Европе, одновременно занимаясь и политическим активизмом.
В 1986 году Фела выступил в Giants Stadium в Нью-Джерси, в концерте A Conspiracy of Hope, организованном Амнести Интернешнал, вместе с Bono, Carlos Santana и The Neville Brothers. В 1989 Фела и Egypt '80 выпустили анти-апартеидный альбом Beasts of No Nation.
В 1990-е годы Фела постепенно прекращает выпускать альбомы.
В 1993 он и 4 члена Afrika '70 были арестованы по подозрению в убийстве. Борьба против военной коррупции в Нигерии брала своё, особенно во время подъёма диктатора Сани Абача.
Фела Кути умер в 1997 году от саркомы Капоши, вызванной СПИДом, его похороны посетило более миллиона человек. Несколько его детей стали музыкантами: Сеун, Ени, Феми.

## Дискография
- Fela’s London Scene (1971)
- Why Black Man Dey Suffer (1971)
- Live! (1971)
- Shakara (1972)
- Afrodisiac (1973)
- Gentleman (1973)
- Confusion (1975)
- Expensive Shit (1975)
- He Miss Road (1975)
- Zombie (1977)
- Stalemate (1977)
- No Agreement (1977)
- Sorrow Tears and Blood (1977)
- Shuffering and Shmiling (1978)
- Black President (1981)
- Original Sufferhead (1981)
- Unknown Soldier (1981)
- Army Arrangement (1985)
- Beasts of No Nation (1989)
- The Best Best of Fela Kuti (1999)

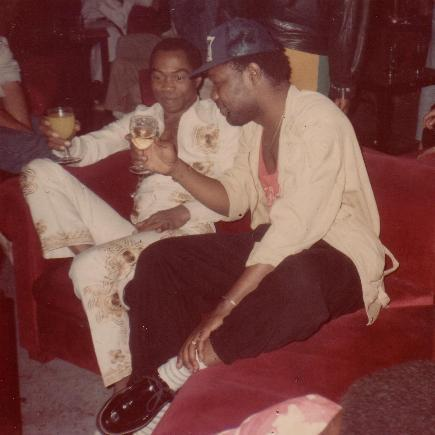
Фела Кути (слева) с регги-исполнителем из Кот-д'Ивуара Вайпой Саберти

- The '69 Los Angeles Sessions (1969/2010)

Фильмография:
- Finding Fela, 2014 Alex Gibney and Jack Gulick Jigsaw Productions
- Fela in Concert, 1981 (VIEW)
- Music is the Weapon, 1982, Stéphane Tchal-Gadjieff and Jean Jacques Flori (Universal Music)
- Fela Live! Fela Anikulapo-Kuti and the Egypt '80 Band, 1984, recorded live at Glastonbury, England (Yazoo)
- Fela Kuti: Teacher Don’t Teach Me Nonsense & Berliner Jazztage '78 (Double Feature), 1984 (Lorber Films)
- Femi Kuti — Live at the Shrine, 2005, recorded live in Lagos, Nigeria (Palm Pictures)